# Muhamed Cengic

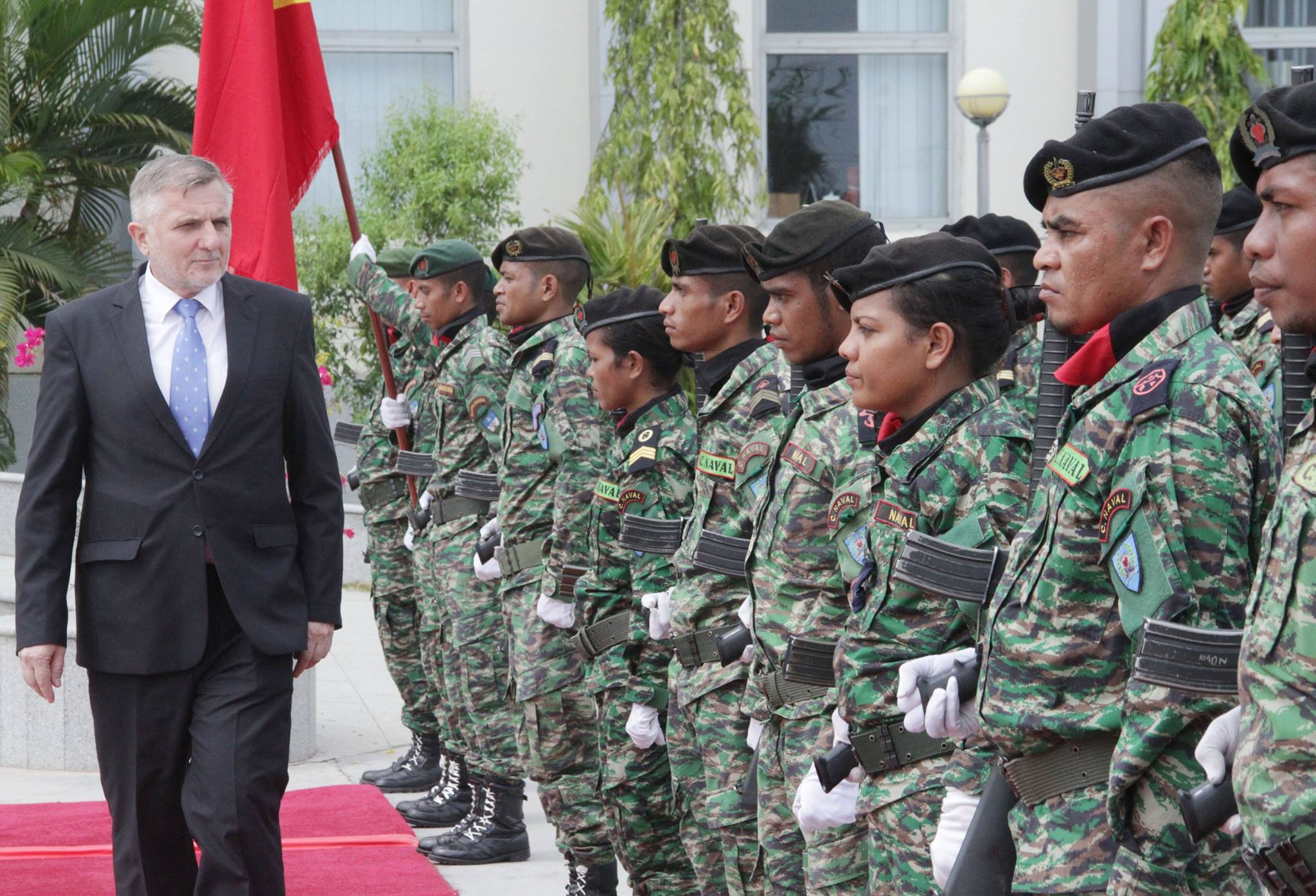
Mohammed Čengić in Osttimor (2016)

Muhamed Čengić ist ein Diplomat aus Bosnien und Herzegowina.

## Werdegang
Čengić absolvierte ein Studium an der Fakultät für Politikwissenschaften der Universität Sarajevo und wurde am Institute of Diplomacy and Foreign Relations in Kuala Lumpur(Malaysia) zum Diplomaten ausgebildet.
2015 wurde Čengić Botschafter Bosnien und Herzegowinas in Indonesien und Osttimor. Seine Akkreditierung für Osttimor übergab Čengić am 27. September 2016. Außerdem war er für Singapur akkreditiert (Übergabe: 23. Dezember 2015). 2019 folgte ihm Mehmed Halilović.
Zwischenzeitlich übergab Čengić am 7. Dezember 2018 seine Akkreditierung als Botschafter in Indien. Eine Zweitakkreditierung erhielt Čengić für Bangladesch, Nepal. und Sri Lanka.